# 国道188号

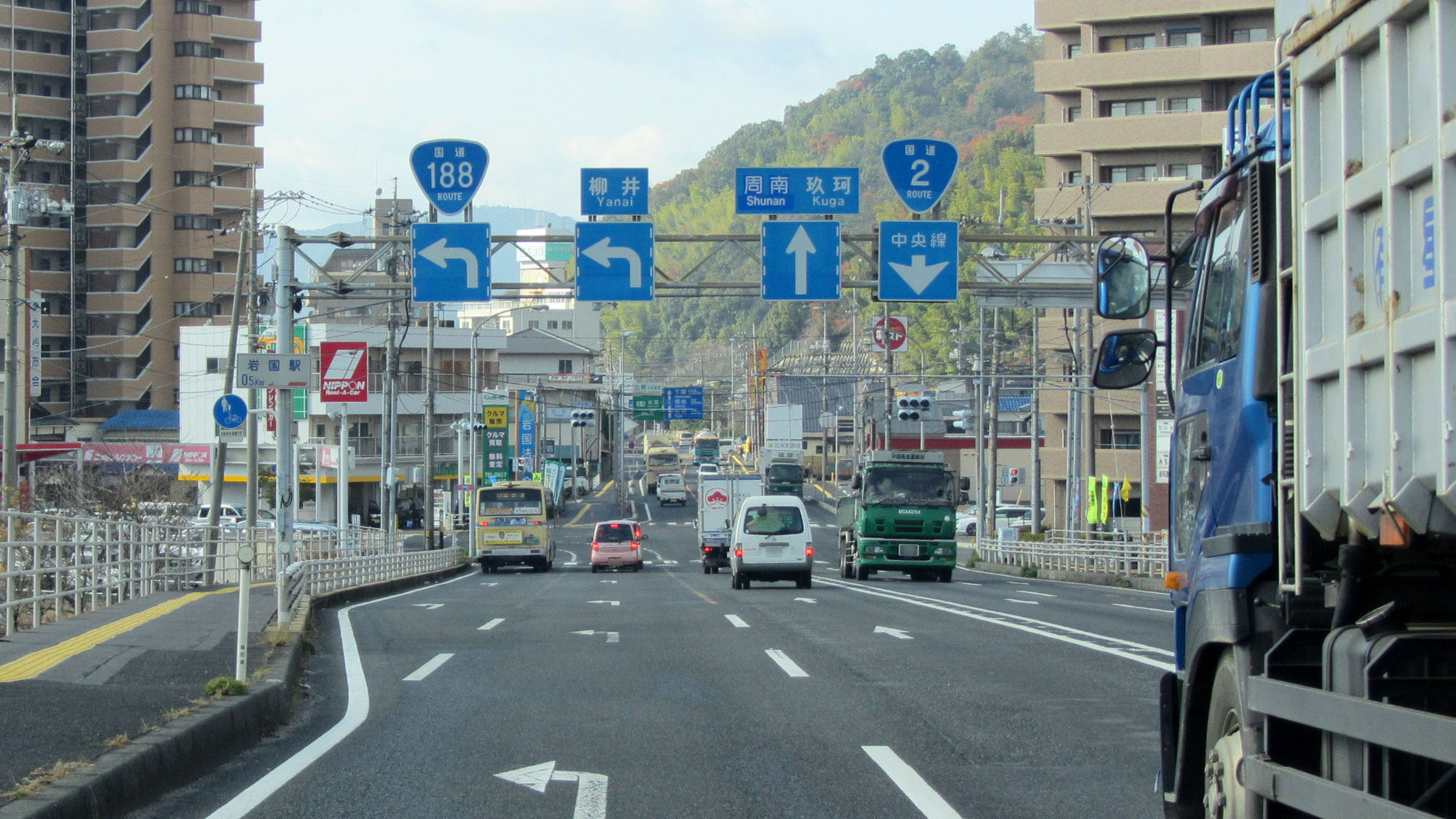
国道188号 起点
山口県岩国市 立石交差点

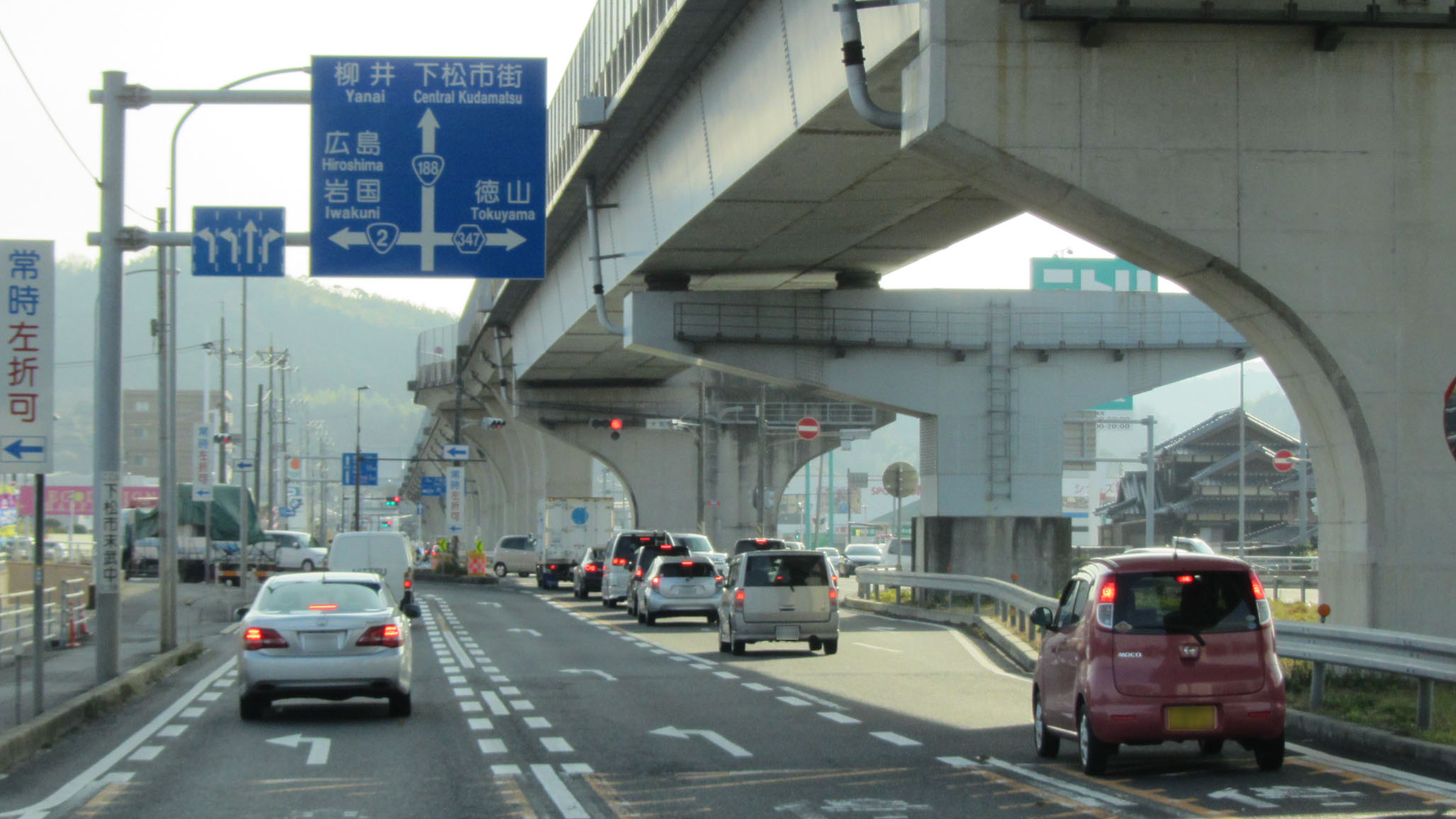
国道188号 終点
山口県下松市 末武中交差点

国道188号（こくどう188ごう）は、山口県岩国市から柳井市、山口県熊毛郡平生町、光市を経由して、下松市に至る一般国道である。

## 概要

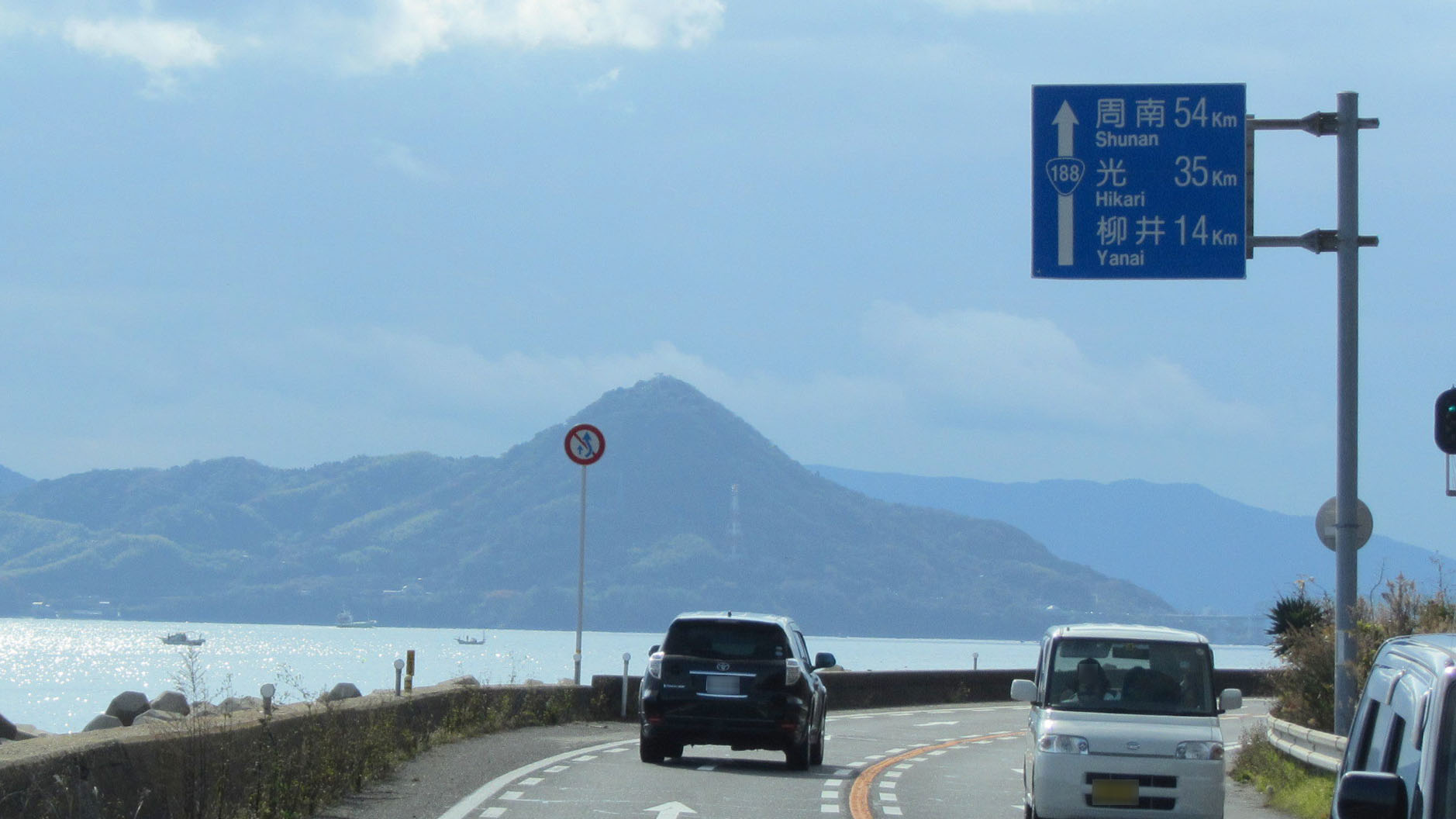
山口県岩国市由宇町
（2012年12月）

岩国市から瀬戸内海沿いの海岸線に沿って下松市に至る国道である。多くの区間で山陽本線と並走しているが、柳井市から光市に至る区間ではやや内陸寄りの田布施町中心部を経由し光市まで山間部を走る山陽本線に対し、国道188号はより海側の平生町中心部を経由し光市まで海岸線に沿って走る。

### 路線データ
一般国道の路線を指定する政令に基づく起終点および重要な経過地は次のとおり。
- 起点：岩国市（立石交差点 = 国道2号交点、国道187号起点、国道189号終点）
- 終点：下松市（末武中交差点 = 国道2号交点、山口県道347号下松新南陽線起点）
- 重要な経過地：山口県玖珂郡大畠町[注釈 2]、柳井市、光市
- 総延長 : 72.4 km[2][注釈 3]
- 重用延長 : なし[2][注釈 3]
- 未供用延長 : なし[2][注釈 3]
- 実延長 : 72.4 km[2][注釈 3]
  - 現道 : 67.7 km[2][注釈 3]
  - 旧道 : なし[2][注釈 3]
  - 新道 : 4.7 km[2][注釈 3]
- 指定区間：岩国市麻里布町一丁目13番6 - 下松市望町一丁目63番1（全線）[3]

## 歴史
現行の道路法（昭和27年法律第180号）に基づく二級国道として1953年（昭和28年）に初回指定された路線のひとつである。国道指定当初は徳山岩国線として徳山市と岩国市を結ぶ路線であったが、下松バイパスの完成供用によって1993年（平成5年）に起終点を交換し、新しい終点を旧道を経由する徳山市の三田川交差点から、新道を経由する下松市の国道2号交点（末武中交差点）に変更することで現在と同等の経路となった。なお、旧道は山口県道366号徳山下松線の全線、山口県道347号下松新南陽線のうち周南市遠石交差点 - 二番町交差点、山口県道52号徳山港線のうち二番町交差点 - 三田川交差点にあたる。

### 年表
- 1953年（昭和28年）5月18日 - 二級国道188号徳山岩国線（徳山市 - 岩国市）として指定施行[4]。
- 1965年（昭和40年）4月1日 - 道路法改正により一級・二級区分が廃止されて一般国道188号として指定施行[1]。
- 1978年（昭和53年）4月1日 - 国道2号周南バイパスの旧道部分が山口県道347号下松新南陽線に指定されたことに伴い国道188号の起点側を延長し、起点を遠石交差点から三田川交差点に変更。遠石交差点 - 二番町交差点は山口県道347号下松新南陽線との重複区間となる。
- 1993年（平成5年）4月1日 - 下松バイパスの完成供用によって起終点を交換し、終点位置を三田川交差点から末武中交差点に変更して一般国道188号（岩国市 - 下松市）として指定施行[5]。
- 2009年（平成21年）4月28日 - 柳井バイパスが全通。旧道は柳井市に移管し、柳井市道三本松南町線となる[8]。

## 路線状況

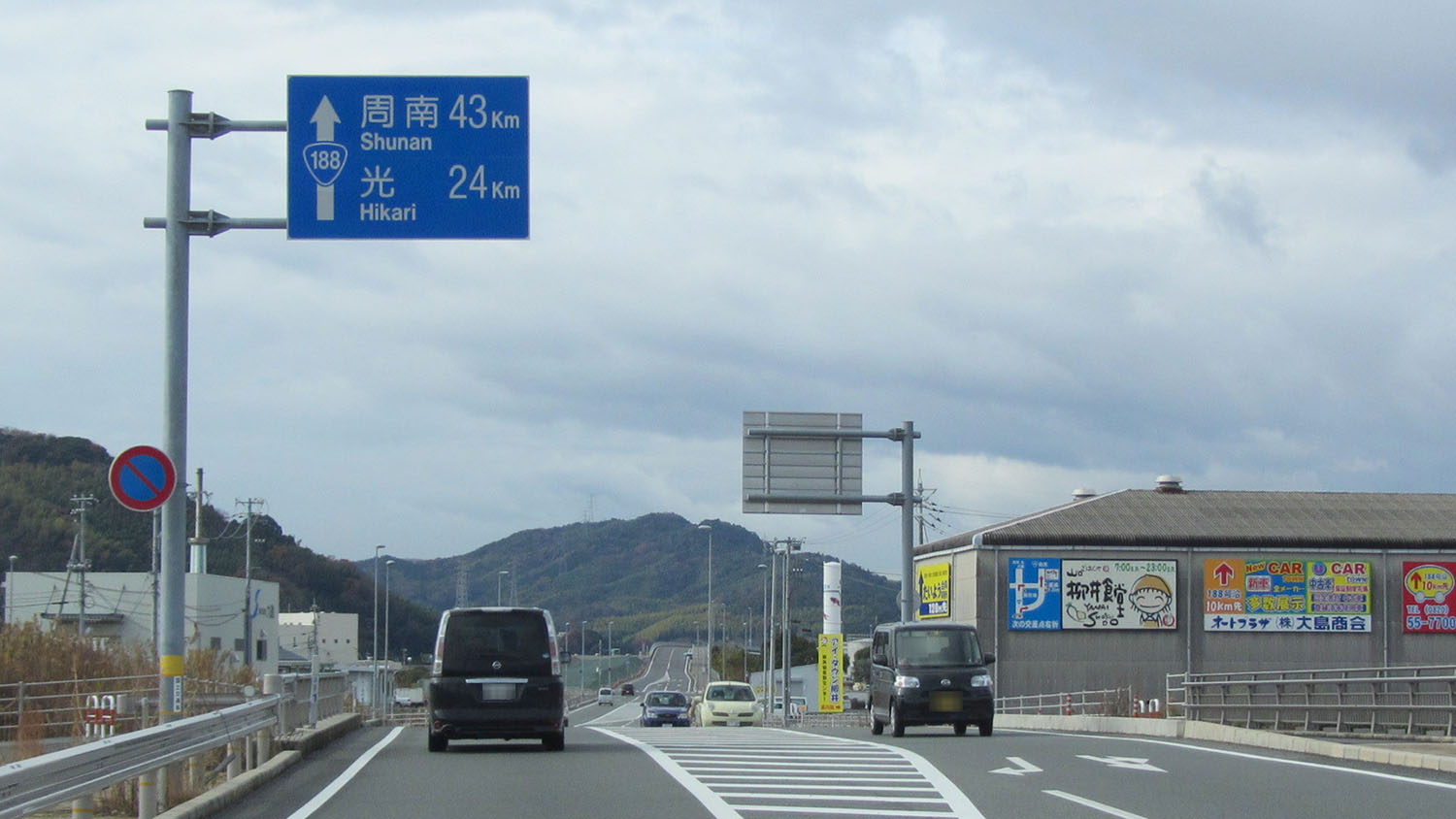
柳井バイパス
山口県柳井市柳井

### バイパス
- 岩国南バイパス
- 藤生長野バイパス
- 柳井バイパス
- 柳井・平生バイパス
- 下松バイパス

### 重複区間
- 国道189号（岩国市麻里布町1丁目・立石交差点（起点） - 岩国市車町2丁目・岩国空港入口交差点）

### 道路施設

#### 橋梁
- 新寿橋（今津川、岩国市）
- 門前橋（門前川、岩国市）
- 中浜橋（岩国市）
- 長浜橋（岩国市）
- 橋本橋（岩国市）
- 江尻橋（江尻川、岩国市）
- 新町橋（通津川、岩国市）
- 中町橋（新川、岩国市）
- 千鳥橋（由宇川、岩国市）
- 新柳井大橋（柳井川、柳井市）
- 田布路木橋（土穂石川、柳井市）
- 新八海橋（田布施川、熊毛郡平生町 - 熊毛郡田布施町）
- 寺迫橋（下松市）
- 西豊井橋（切戸川、下松市）

## 地理

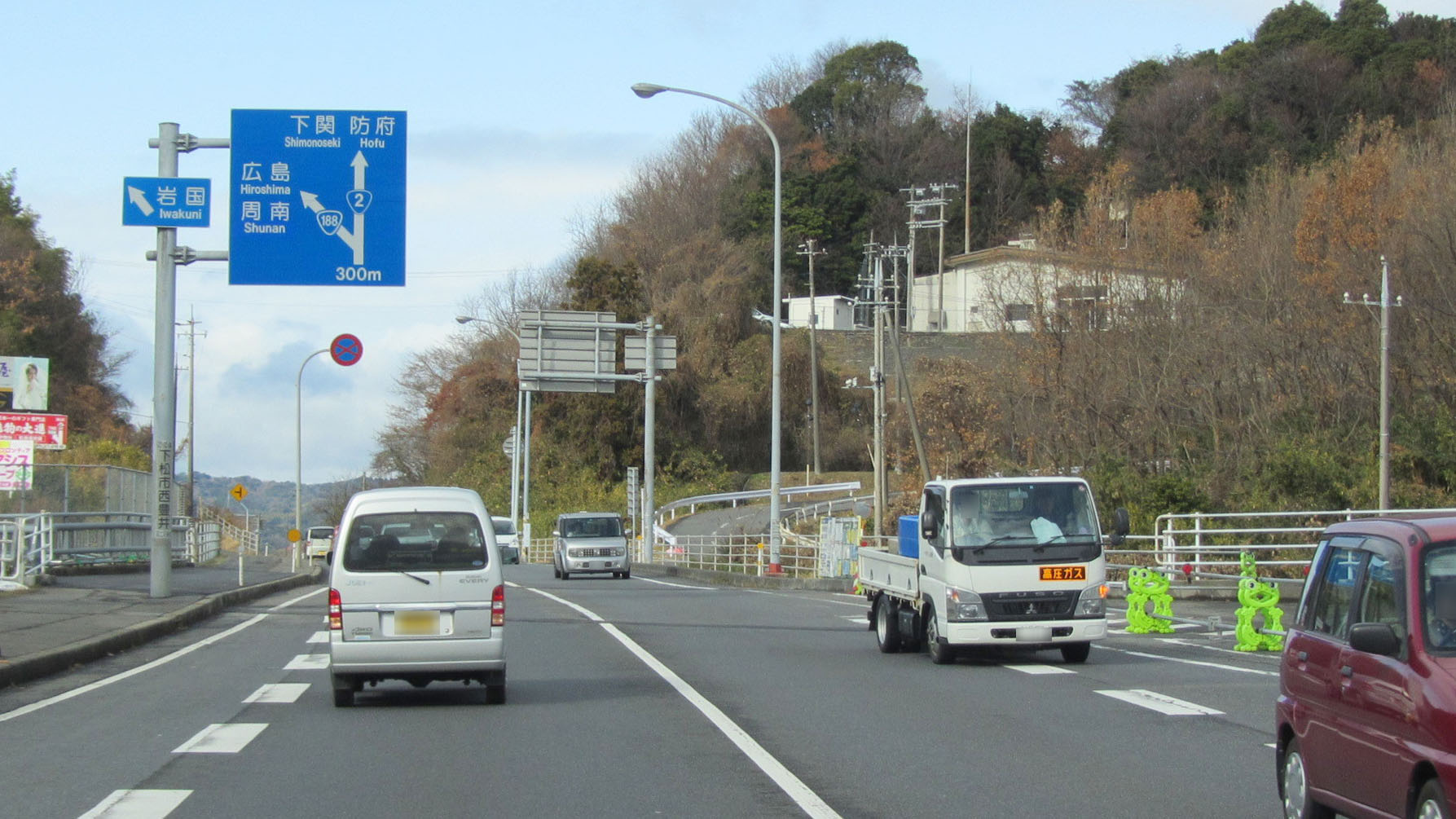
下松バイパス
国道2号との分岐
山口県下松市桜町

### 通過する自治体
- 山口県
  - 岩国市 - 柳井市 - 熊毛郡平生町 - 熊毛郡田布施町 - 光市 - 下松市

### 交差する道路
| 交差する道路                                                     | 市町村名 | 市町村名 | 交差する場所           | 交差する場所        |
| ---------------------------------------------------------------- | -------- | -------- | ---------------------- | ------------------- |
| 国道2号 国道187号 国道189号 重複区間起点                         | 岩国市   | 岩国市   | 麻里布町1丁目          | 立石交差点 / 起点   |
| 山口県道50号岩国停車場線                                         | 岩国市   | 岩国市   | 麻里布町1丁目          | 岩国駅前交差点      |
| 国道189号 重複区間終点                                           | 岩国市   | 岩国市   | 車町2丁目              | 岩国空港入口交差点  |
| 山口県道113号南岩国停車場磯崎線 重複区間起点                     | 岩国市   | 岩国市   | 門前町3丁目            |                     |
| 山口県道118号南岩国尾津線                                        | 岩国市   | 岩国市   | 尾津町2丁目            |                     |
| 山口県道113号南岩国停車場磯崎線 重複区間終点                     | 岩国市   | 岩国市   | 南岩国町1丁目          |                     |
| 山口県道112号藤生停車場錦帯橋線 重複区間起点                     | 岩国市   | 岩国市   | 藤生町3丁目            | 藤生交差点          |
| 山口県道112号藤生停車場錦帯橋線 重複区間終点                     | 岩国市   | 岩国市   | 藤生町1丁目            | 藤生駅前交差点      |
| 山口県道115号通津周東線                                          | 岩国市   | 岩国市   | 通津                   |                     |
| 山口県道141号祖生通津停車場線 重複区間起点                       | 岩国市   | 岩国市   | 通津                   |                     |
| 山口県道141号祖生通津停車場線 重複区間終点                       | 岩国市   | 岩国市   | 長野                   | 長野交差点          |
| 山口県道149号柳井由宇線                                          | 岩国市   | 岩国市   | 由宇町北1丁目          | 堀田交差点          |
| 山口県道150号銭壺山公園線                                        | 岩国市   | 岩国市   | 由宇町南沖4丁目        |                     |
| 国道437号                                                        | 柳井市   | 柳井市   | 神代（こうじろ）       | 大島大橋入口交差点  |
| 山口県道72号柳井上関線                                           | 柳井市   | 柳井市   | 南浜4丁目              |                     |
| 山口県道7号柳井周東線                                            | 柳井市   | 柳井市   | 南町2丁目              | 柳井警察署交差点    |
| 山口県道22号光柳井線                                             | 柳井市   | 柳井市   | 南町5丁目              | 南町西交差点        |
| 山口県道165号大野南長迫線                                        | 熊毛郡   | 平生町   | 大字宇佐木（うさなぎ） | 宇佐木交差点        |
| 山口県道152号伊保庄平生線                                        | 熊毛郡   | 平生町   | 大字平生村             | 平生交差点          |
| 山口県道23号光上関線                                             | 熊毛郡   | 平生町   | 大字平生村             | 角浜北交差点        |
| 山口県道164号平生港田布施線                                      | 熊毛郡   | 田布施町 | 大字麻郷（おごう）     | 米出交差点          |
| 山口県道163号別府田布施停車場線                                  | 熊毛郡   | 田布施町 | 大字別府               | 麻里府交差点        |
| 山口県道162号石城山光線                                          | 光市     | 光市     | 室積1丁目              |                     |
| 山口県道146号室積公園線                                          | 光市     | 光市     | 室積4丁目              |                     |
| 山口県道8号徳山光線                                              | 光市     | 光市     | 浅江1丁目              | 浅江交差点          |
| 山口県道366号徳山下松線                                          | 下松市   | 下松市   | 大字東豊井             |                     |
| 山口県道63号下松田布施線                                         | 下松市   | 下松市   | 大字西豊井             | 下松市都町交差点    |
| 山口県道41号下松鹿野線                                           | 下松市   | 下松市   | 美里町2丁目            | サンリブ南交差点    |
| 国道2号 / 周南バイパス（花岡拡幅区間） 山口県道347号下松新南陽線 | 下松市   | 下松市   | 望町1丁目              | 末武中交差点 / 終点 |

### 交差する鉄道
- 岩徳線
- 山陽本線

## ギャラリー

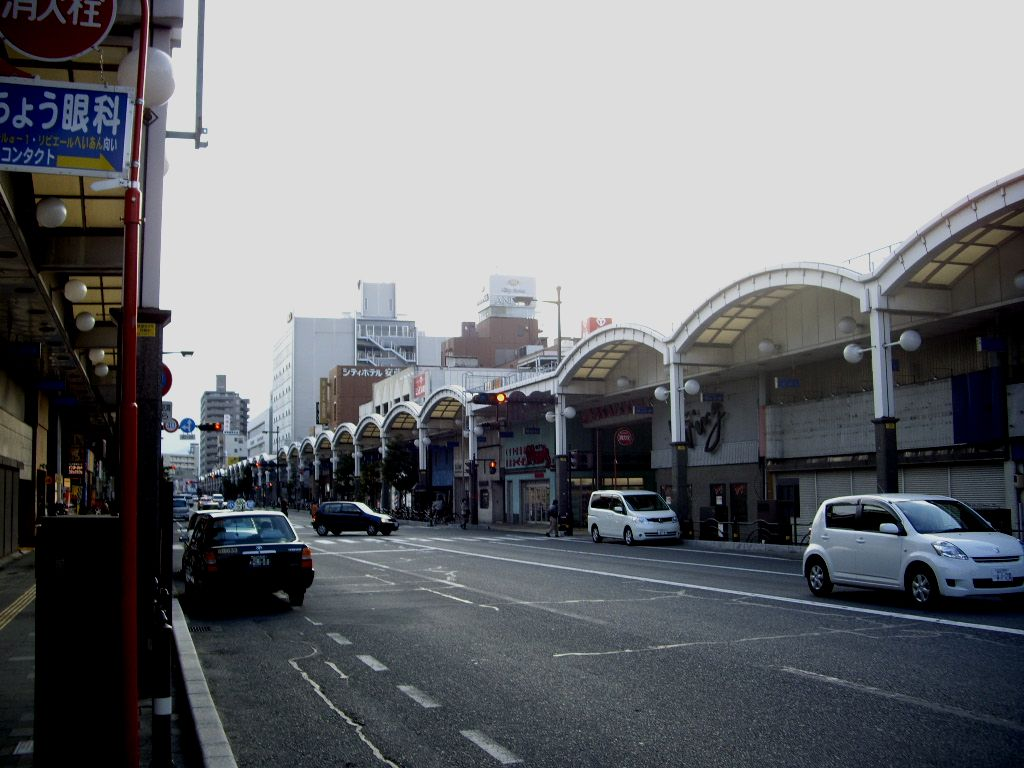
山口県岩国市 岩国駅前交差点付近
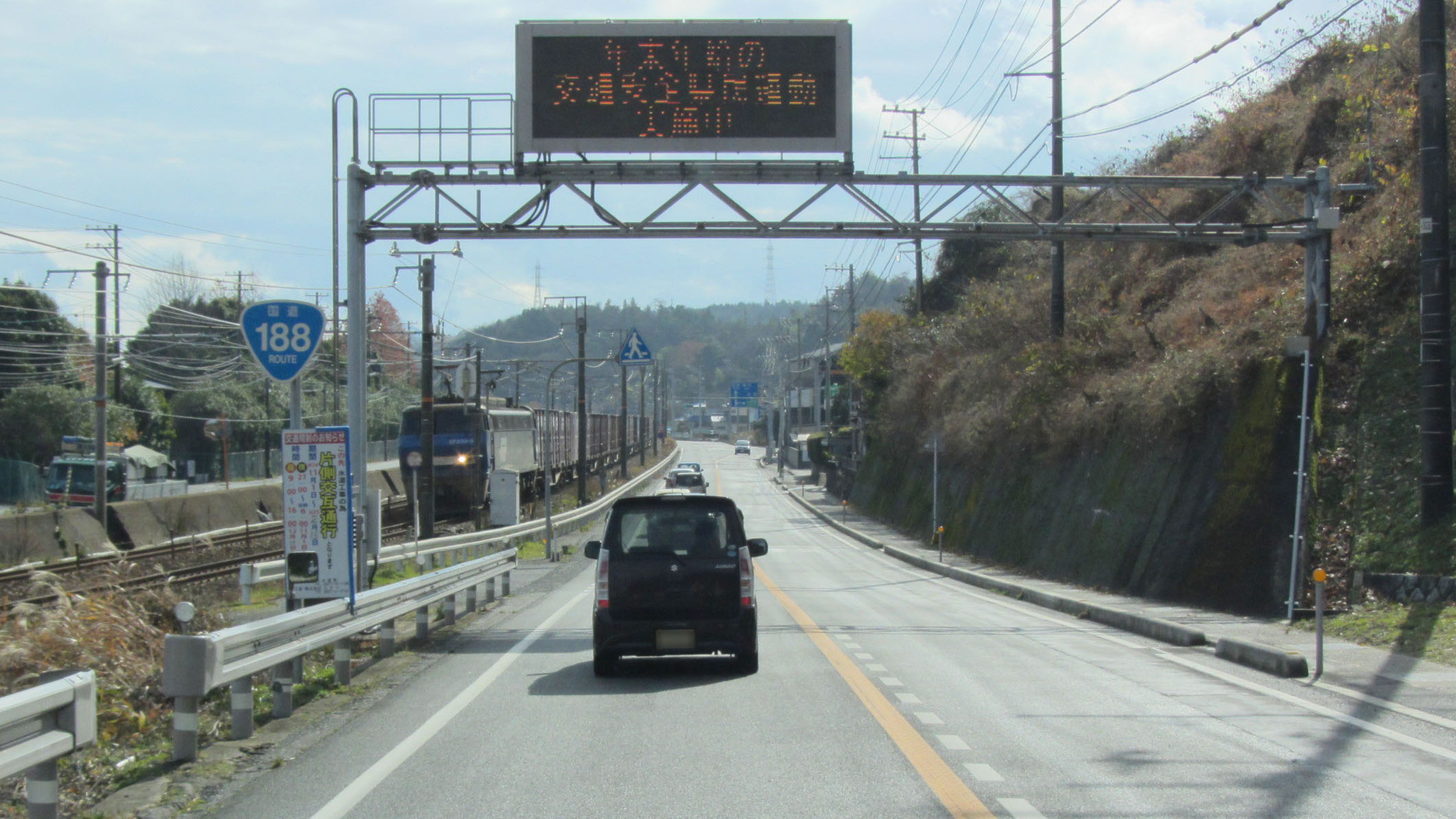
山口県岩国市通津
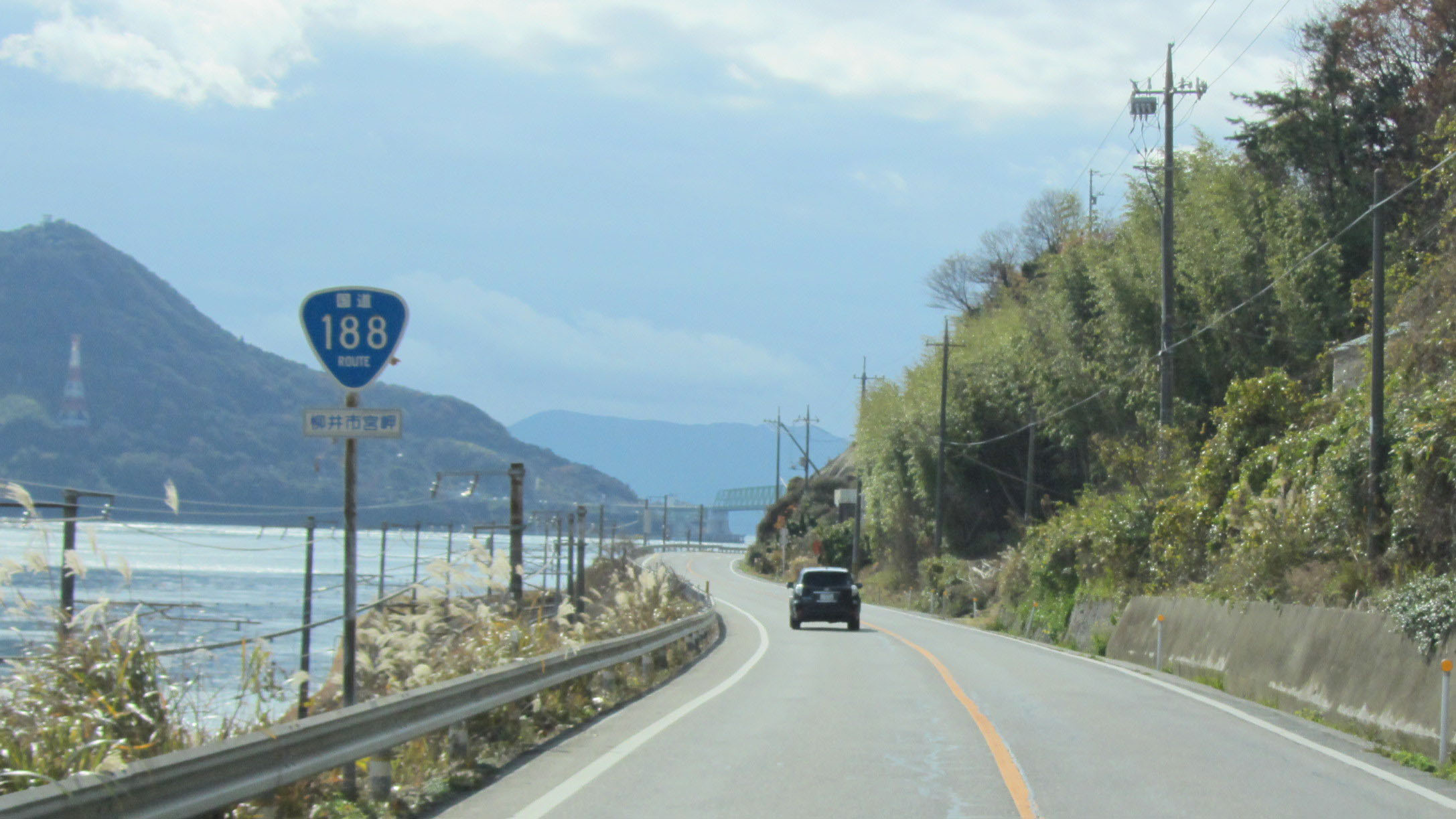
山口県柳井市神代宮岬
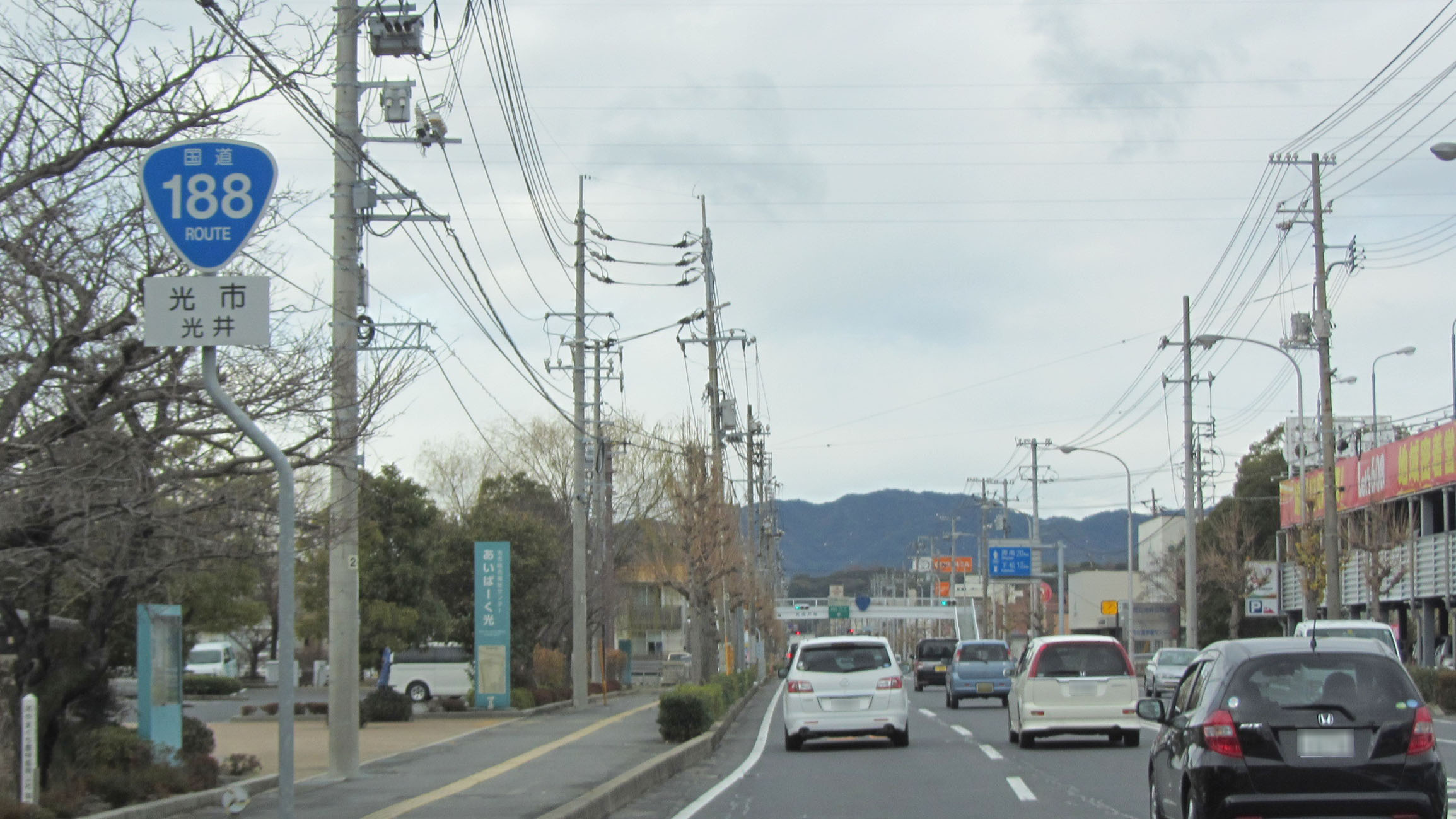
山口県光市光井2丁目
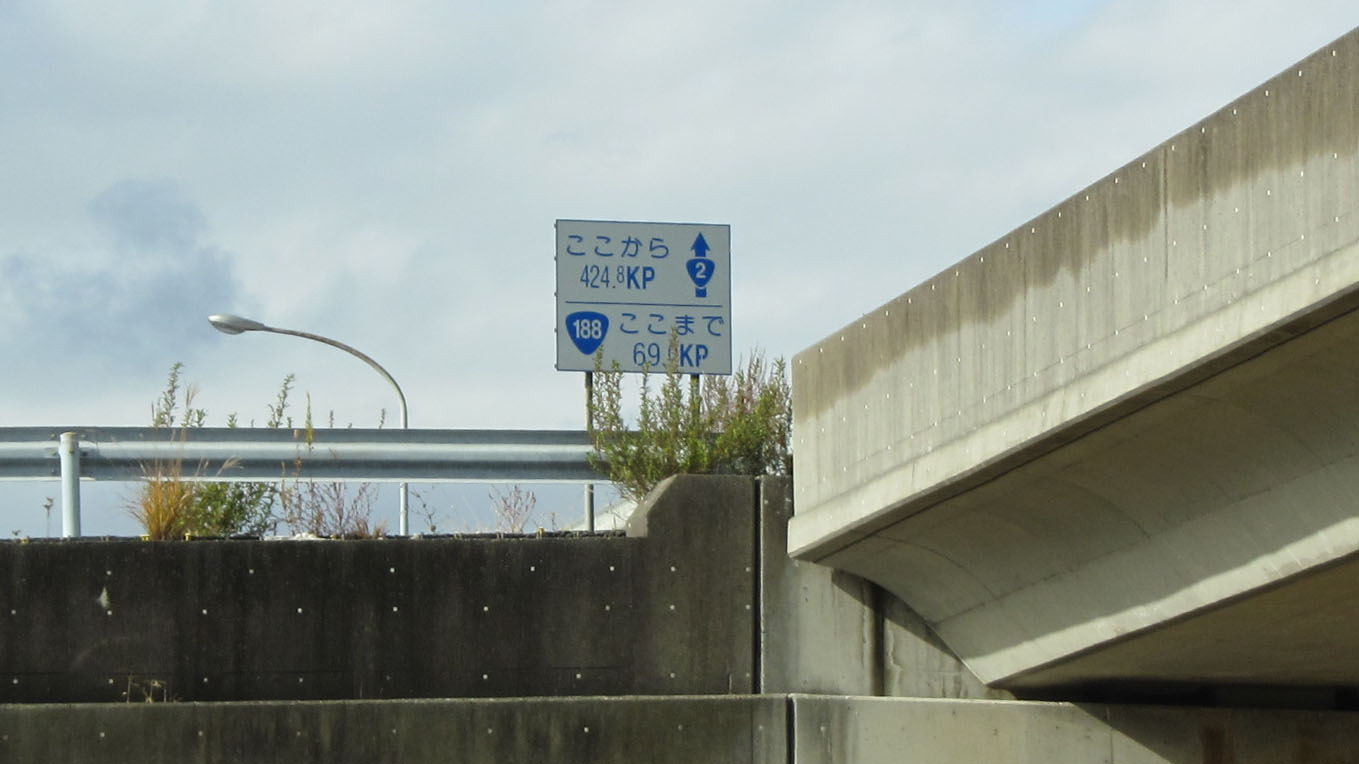
終点ポスト 山口県下松市南花岡 末武高架橋上